# Campionati mondiali di ginnastica ritmica 2009 - Palla individuale
La finale della palla individuale si è svolta al Sun Arena il 10 settembre 2009.

## Finale
| Pos.    | Nome               | Diff. | Art.  | Esec. | Pen. | Totale |
| ------- | ------------------ | ----- | ----- | ----- | ---- | ------ |
| Oro     | Evgenija Kanaeva   | 9,375 | 9,550 | 9,650 |      | 28,575 |
| Argento | Aliya Garayeva     | 8,575 | 9,200 | 9.200 | 0,05 | 27,375 |
| Bronzo  | Anna Bessonova     | 8,775 | 9,450 | 9,250 |      | 27,250 |
| 4       | Dar'ja Dmitrieva   | 8,775 | 9,150 | 9,300 |      | 27,225 |
| 5       | Melitina Staniouta | 8,625 | 9,150 | 9,200 | 0,05 | 27,125 |
| 6       | Liubou Charkashyna | 8,700 | 9,200 | 9,150 |      | 27,050 |
| 7       | Irina Risenson     | 8,550 | 9,200 | 9,200 | 0,05 | 26,900 |
| 8       | Siluiya Miteva     | 8,500 | 9,100 | 9,100 |      | 26,700 |